# Jurij Volkov
Jurij Volkov, ruski hokejist, * 18. april 1937, Moskva, Sovjetska zveza † 17. maj 2016, Moskva, Rusija.
Volkov je v sovjetski ligi igral za kluba Dinamo Moskva in Krila Sovjetov, skupno je nastopil na 385-ih prvenstvenih tekmah, na katerih je dosegel 158 golov. Za sovjetsko reprezentanco je nastopil na dveh svetovnih prvenstih, na katerih je osvojil dve zlati medalji. Za reprezentanco je nastopil na 35-ih tekmah, na katerih je dosegel osemnajst golov.

## Pregled kariere
Odebeljeno - reprezentančni nastopi, glej tudi Statistika pri hokeju na ledu.
| Moštvo          | Liga                 | Sezona |    | Redni del | Redni del | Redni del | Redni del | Redni del | Redni del |   | Končnica | Končnica | Končnica | Končnica | Končnica | Končnica |
| --------------- | -------------------- | ------ | -- | --------- | --------- | --------- | --------- | --------- | --------- | - | -------- | -------- | -------- | -------- | -------- | -------- |
| Moštvo          | Liga                 | Sezona | OT | G         | P         | T         | +/-       | KM        | OT        | G | P        | T        | +/-      | KM       |          |          |
| Dinamo Moskva   | Sovjetska liga       | 62/63  |    |           |           |           |           |           |           |   |          |          |          |          |          |          |
| Sovjetska zveza | Svetovno prvenstvo A | 63     |    | 7         | 5         | 1         | 6         |           | 2         |   |          |          |          |          |          |          |
| Sovjetska zveza | Svetovno prvenstvo A | 65     |    | 3         | 1         | 3         | 4         |           | 0         |   |          |          |          |          |          |          |
| Skupaj          |                      |        |    | 10        | 6         | 4         | 10        |           | 2         |   |          |          |          |          |          |          |